# Фолльштедт
Фолльштедт (нем. Vollstedt) — община в Германии, в земле Шлезвиг-Гольштейн.
Входит в состав района Северная Фризия. Подчиняется управлению Митлерес-Нордфрисланд. Население составляет 165 человек (на 31 декабря 2010 года). Занимает площадь 6,18 км².
Официальным языком в населённом пункте, помимо немецкого, является севернофризский.